# ATT Investments
ATT Investments (UCI kód: ATT) je český cyklistický UCI Continental tým, jenž vznikl v roce 2011 na amatérské úrovni. Mezi bývalé a současné závodníky týmu patří například Mihkel Räim, Vojtěch Řepa či Tomáš Bárta.

## Soupiska týmu
K 1. lednu 2023
- Karel Camrda (CZE) (* 8. června 2001)
- Filip Chýle (CZE) (* 23. září 2004)
- Márton Dina (HUN) (* 11. dubna 1996)
- Tomáš Jakoubek (CZE) (* 17. prosince 1999)
- Jan Kašpar (CZE) (* 18. listopadu 2000)
- Pavel Kelemen (CZE) (* 28. května 1991)
- Gert Kivistik (EST) (* 3. prosince 1995)
- Petr Klabouch (CZE) (* 14. srpna 1999)
- Jakub Otruba (CZE) (* 30. ledna 1998)
- Jiří Petruš (CZE) (* 18. června 1996)
- Mihkel Räim (EST) (* 3. července 1993)
- Michal Schuran (CZE) (* 30. června 1996)
- Daniel Sporysch (CZE) (* 5. ledna 2003)
- Matúš Štoček (SVK) (* 12. března 1999)
- Matěj Stránský (CZE) (* 25. srpna 2003)
- Daniel Turek (CZE) (* 19. ledna 1993)

## Vítězství na národních šampionátech
2020
 Český silniční závod do 23 let, Vojtěch Řepa